# آنتونیو ساکا
آنتونیو ساکا (انگلیسی: Antonio Saca؛ زادهٔ ۹ مارس ۱۹۶۶) یک سیاست‌مدار فلسطینی‌تبار اهل السالوادور است.